# Batallón de Policía 309
El Batallón de Policía 309 (en alemán: Polizeibattalion 309) fue una formación de la Policía de la Orden (policía uniformada) durante la era nazi. Durante la Operación Barbarroja, estuvo subordinada a la 221.ª División de Seguridad del Ejército Alemán y desplegada en áreas ocupadas por los alemanes, específicamente en el Zona de Retaguardia del Grupo de Ejércitos Centro, de la Unión Soviética, como parte de las fuerzas de seguridad de la Wehrmacht. Junto con destacamentos de Einsatzgruppen y la Brigada de Caballería SS, perpetró asesinatos en masa y fue responsable de crímenes de gran escala contra la humanidad contra poblaciones civiles.

## Historia y formación
La Ordnungspolizei alemana fue un instrumento clave del aparato de seguridad de la Alemania nazi. En el período anterior a la guerra, Heinrich Himmler, líder de las SS, y Kurt Daluege, jefe de la Ordnungspolizei, cooperaron para transformar la fuerza policial de la República de Weimar en formaciones militarizadas listas para servir a los objetivos de la conquista y la aniquilación racial del régimen. Las unidades policiales participaron en la anexión de Austria y la ocupación de Checoslovaquia. Las tropas policiales se formaron por primera vez en formaciones del tamaño de un batallón para la invasión de Polonia, donde se desplegaron con fines de seguridad y vigilancia, y también participaron en ejecuciones y deportaciones en masa.
Veintitrés batallones de la OrPo fueron programados para participar en la invasión de la Unión Soviética en 1941, la Operación Barbarroja. Se asignaron dos batallones para apoyar a los Einsatzgruppen, los escuadrones de la muerte móviles de las SS y la Organización Todt, el grupo de construcción militar. Doce se formaron en regimientos, con tres batallones cada uno, y se designaron como Regimientos de Policía Central, Norte, Sur y de Propósito Especial. Nueve, incluido el Batallón de Policía 309, se adjuntaron a las divisiones de seguridad de la Wehrmacht. Los objetivos de los batallones de policía eran asegurar la retaguardia eliminando los restos de las fuerzas enemigas, protegiendo a los prisioneros de guerra y protegiendo las líneas de comunicaciones y las instalaciones industriales capturadas. Sus instrucciones también incluían, como dijo Daluege, el "combate de elementos criminales, sobre todo elementos políticos".
El Batallón de Policía 309 estaba subordinado a la 221.ª División de Seguridad del ejército alemán. Con aproximadamente 550 hombres, el batallón se formó a partir de reclutas movilizadas de los grupos de los años 1905–1915. Fueron dirigidos por profesionales de la policía, inmersos en la ideología del nazismo, impulsados por el antisemitismo y el antibolchevismo. La 221.ª División de Seguridad se formó en junio de 1941. El Batallón de Policía 309 fue su única formación motorizada.

## Crimen de la Gran Sinagoga de Bialystok
En la mañana del 27 de junio de 1941, las tropas nazis del Batallón de Policía 309 rodearon la plaza de la ciudad por la Gran Sinagoga y obligaron a los residentes a abandonar la calle. Algunos fueron empujados contra las paredes de los edificios y asesinados a tiros. Otros, unos 2.000 hombres, mujeres y niños, fueron encerrados en la sinagoga, que fue incendiada posteriormente; allí se quemaron hasta morir. El ataque nazi continuó con el lanzamiento de granadas a numerosas casas y más tiroteos. Cuando el fuego de la sinagoga se extendieron y se mezclaron con los incendios provocados por las granadas, toda la plaza quedó envuelta en llamas. Ese día unos 3.000 judíos perdieron la vida.

## Consecuencias
La Ordnungspolizei en su conjunto no había sido declarada una organización criminal por los Aliados, a diferencia de las SS, y sus miembros pudieron reintegrarse en la sociedad en gran parte sin ser molestados, y muchos regresaron a las carreras de la policía en Austria y Alemania Occidental.